# Unsuri
Abu l-Qasim Hasan ibn Ahmad Unsuri (persisch ابو القاسم حسن بن احمد عنصرى, DMG Abu l-Qāsim Ḥasan b. Aḥmad ʿUnṣurī, gemäß moderner Vokalisation ʿOnṣorī; * um 961 in Balch; † um 1039/40 in Ghazna) war ein persischer Dichter.
Unsuri wurde offenbar in Balch geboren und trägt daher auch den Beinamen Balchi (بلخی Balḫī). Er wirkte am Hofe des Sultans Mahmud von Ghazna (998-1030) und dessen Sohnes Sultan Masud I. von Ghazna (1030-1040). Als „Dichterfürst“ (Amīr oder Malik al-šuʿarāʾ) genoss er bei den Ghaznawiden hohes Ansehen und erhielt nachweislich noch am 21. September 1031 (Fest des Fastenbrechens) eine reiche Belohnung für seine Kunst. Bald nach diesem Datum, wahrscheinlich 1039/40 (oder auch erst 1049/50), muss Unsuri gestorben sein.

## Werke

### Qasida und Ghazal
- Frische Prise des Nauroz
- Feuer von Sada[1]
- But-i man (deutsch: „Meine Skulptur“)

### Liebesgeschichten
- Ching-but u Surch-but (vermutlich in Anlehnung an die beiden großen Buddha-Statuen von Bamiyan)
- Wamiq u Adhra
- Schad-bahr u Ain al-hayat

### Heldenepen
- Rostam und Sohrab